# 苏珊娜·邦菲利奥
苏珊娜·邦菲利奥（義大利語：Susanna Bonfiglio，1974年9月8日—），意大利前女子篮球运动员。她曾代表意大利国家队参加1996年夏季奥林匹克运动会篮球比赛，结果获得第八名。

## 外部連結
- 苏珊娜·邦菲利奥在国际奥林匹克委员会的资料